# Schlichemaue zwischen Rotenzimmern und Böhringen
Die Schlichemaue zwischen Rotenzimmern und Böhringen ist ein vom Landratsamt Rottweil am 2. Dezember 2003 durch Verordnung ausgewiesenes Landschaftsschutzgebiet auf dem Gebiet der Gemeinde Dietingen.

## Lage
Das Landschaftsschutzgebiet liegt zwischen den Dietinger Ortsteilen Rotenzimmern und Böhringen. Das Schutzgebiet gehört zum Naturraum Östliches Albvorland.

## Landschaftscharakter
Die Schlichem mäandriert westlich von Rotenzimmern durch ein Wiesental mit mageren Flachlandmähwiesen. Der Bachlauf wird von einem schmalen Galerieauwald begleitet. Südlich grenzt ein Fichtenforst an das Gebiet an.

## Zusammenhängende Schutzgebiete
Das Landschaftsschutzgebiet ist Bestandteil des FFH-Gebiets Neckartal zwischen Rottweil und Sulz.